# قصرعاصم (مقاطعة فيروزآباد)
قصرعاصم (بالفارسية: قصرعاصم) هي قرية تقع في قسم خواجه‌اي الريفي في إيران. يقدر عدد سكانها بـ 116 نسمة بحسب إحصاء 2016.